# ヴィリンギリ島 (マレ)
ヴィリンギリ島（Villingili）は、北マーレ環礁の島。行政区分上はマーレ環礁には含まれず、モルディブの首都マレの第5区ヴィリマーレ（Vilimalé）を構成する。マレ島から約2km西に位置し、フェリーが24時間体制で運航している。人口は6,755人（2022年国勢調査）。
2009年には薬物解毒センターが建設され、2010年より麻薬依存症のリハビリ施設の建設が計画されている。

## マレ市内での位置
ヴィリンギリ島はマレ島の西に位置する。